# Dilar syriacus
Dilar syriacus is een insect uit de familie van de Dilaridae, die tot de orde netvleugeligen (Neuroptera) behoort. 
Dilar syriacus is voor het eerst wetenschappelijk beschreven door Navás in 1909.